# Двойной удар (тактика террора)
Двойной удар — военная тактика, при которой цель атакуется два раза подряд. Первая атака направлена на уничтожение основной цели, например здания, определенного человека или группы людей. Вторая атака направлена на сотрудников скорой помощи, спасателей, родственников, прибывших на место происшествия, и всех выживших после первой атаки. По данным юридического журнала Florida Law Review, двойные удары «вероятно» являются военными преступлениями, поскольку они грубо нарушают Женевские конвенции, которые запрещают нападения на гражданских лиц, раненых или тех, кто не может продолжать боевые действия.
Эта тактика применялась:
- Во время гражданской войны в Сирии: в военных операциях России и сирийских ВВС[2][3]. К середине 2018 года в результате двойных ударов российских и сирийских ВВС было убито или ранено около 930 сотрудников «Белых касок»[4].
- Во время войны в Йемене силами Саудовской Аравии[5][6][7].
- В Пакистане, в провинции Вазиристан, 6 июня 2012 года силами США[8].
- В Мьянме, Вооружёнными силами Мьянмы после военного переворота в Мьянме[9].
- В Ираке Исламским Государством с помощью СВУ[10].
- Во время полномасштабной российской агрессии в Украине силами ВВС России[11][12][13]. В августе 2023 года пресс-секретарь Государственной службы по чрезвычайным ситуациям Украины Александр Корунский обвинил Россию в убийстве в общей сложности 78 спасателей и ранении еще 280 человек в результате двойных обстрелов с момента начала российского нападения на Украину в феврале 2022 года[14][15]. Представитель ООН по политическим вопросам Розмари ДиКарло говорила в августе 2023 года о «десятках» мирных жителей, убитых в результате двойных ударов России, включая сотрудников служб быстрого реагирования[16]. По данным Национальной службы экстренной помощи Украины, по состоянию на апрель 2024 года в результате российских двойных ударов погиб 91 спасатель и ранено 348 сотрудников служб быстрого реагирования[17].